# Möre

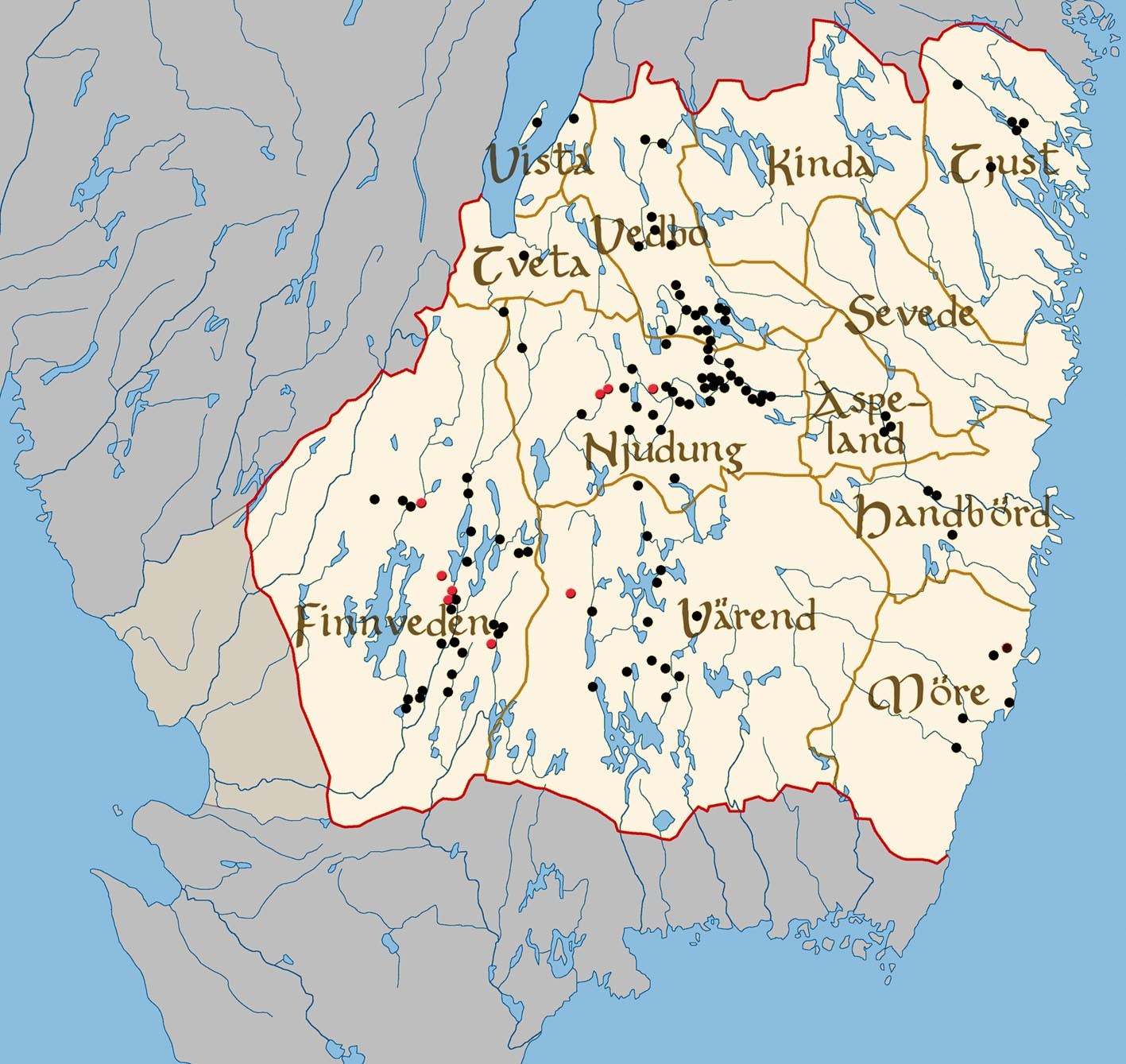
Granice poszczególnych små landen tworzących Smalandię. Czerwonymi i czarnymi punktami oznaczone są zachowane kamienie runiczne z okresu wikingów

Möre – jeden z tzw. små landen (pol. „małe kraje”), krain tworzących prowincję historyczną (landskap) Smalandia w Szwecji. Obszar Möre odpowiada południowo-wschodniej części współczesnego regionu administracyjnego (län) Kalmar.
Nazwa Meore została wymieniona po raz pierwszy pod koniec IX wieku przez Wulfstana w jego relacji z podróży morskiej z Hedeby do Truso. Möre, podobnie jak i poszczególne små landen, stanowiło w średniowieczu stosunkowo niewielką terytorialnie, samodzielną krainę z osobnymi prawami i własnym tingiem. Möre podzielone było na dwa okręgi (härad): Södra Möre härad oraz Norra Möre härad z miastem Kalmar.
W 1645 roku królowa Krystyna nadała Södra Möre härad wraz z dziedzicznym tytułem hrabiego kanclerzowi Axelowi Oxenstierna jako hrabstwo.